# Gnaptor spinimanus
Gnaptor spinimanus е вид безкрил бръмбар от сем. Чернотелки (Tenebrionidae). Разпространен е в Югоизточна Европа, включително България.

## Външен вид

### Имаго
Черен бръмбар със слаб матов отблясък и дължина 18 – 25 mm. Женските са по-големи. Главата и преднегръбът ситно и плитко пунктирани. Антенките с 11 къси членчета, ставащи по-къси към върха. Страните на преднегръба широко закръглени. Елитрите слепени и силно изпъкнали. Летателни крила липсват. Псевдоепиплеврите широки, епиплеврите много тесни. Както при останалите чернотелки, стъпалната формула е 5-5-4. В края на предните пищяли има много характерна дълга шпора, която е по-голяма при женските. До нея, от вътрешната страна, има още една значително по-малка шпора.

### Ларва
Ларвата е издължено цилиндрична, тъмно кафява, стесняваща се назад с дължина достигаща 4 – 5 cm. Страните на главата, гърдите и краката покрити с четинки.
Деветият сегмент е коничен с 5 – 6 малки шипчета от всяка страна.

## Местообитание
Обитава степи и лесостепи.

## Начин на живот
Биологията на вида не е проучена. Предполага се, че се храни с разлагащи се органични остатъци.